# 高大伟
高大伟（David Gosset，1970年5月23日出生）是一位國際關係學全球事务分析员和汉学家。他创立了欧中论坛、新丝绸之路倡议和中欧美全球倡议。他是咨询和通讯公司DG2CI的董事长。

## 背景

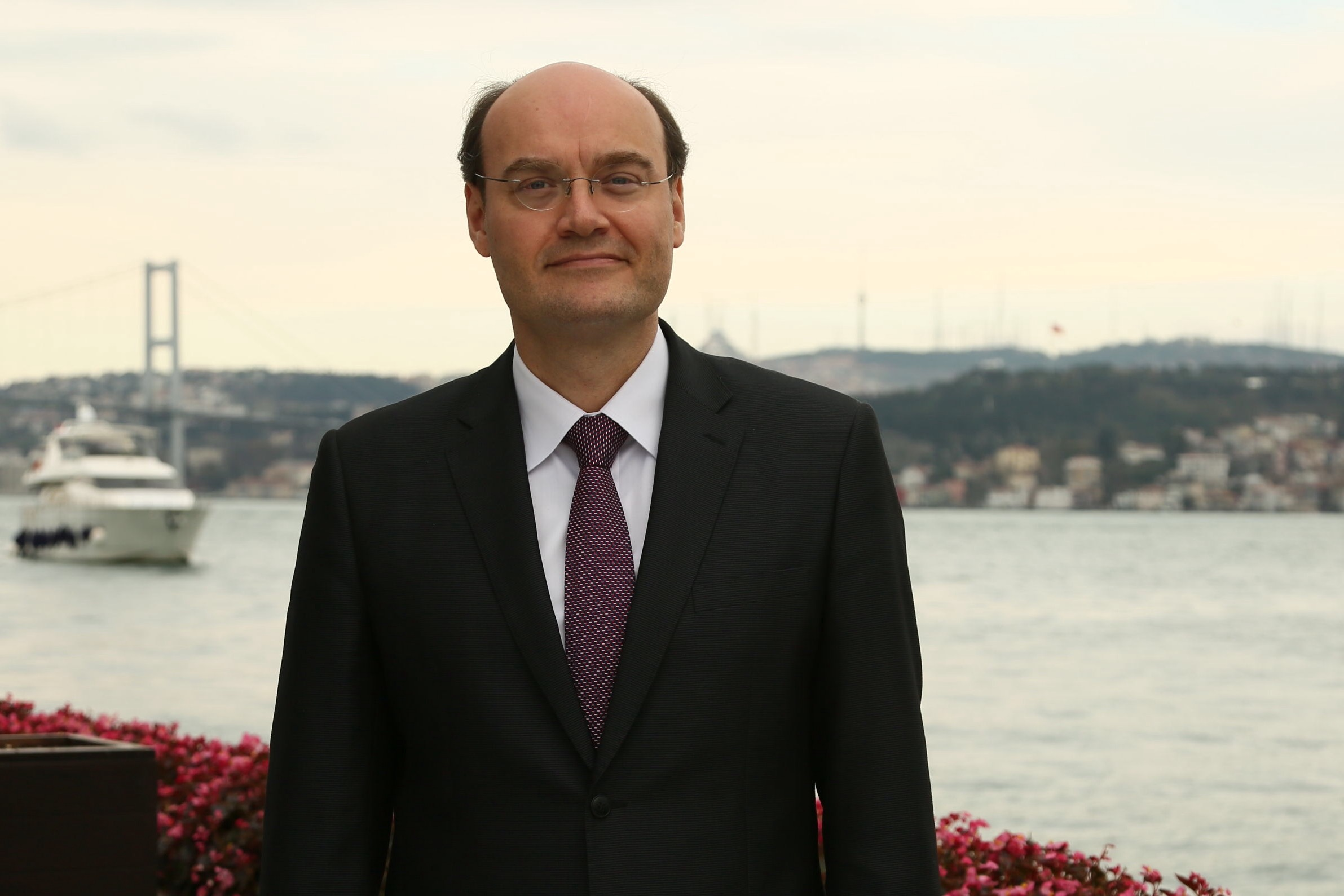
2016年12月1日，高大伟应邀前往伊斯坦布尔讨论新丝绸之路战略

高大伟出生于巴黎。他在中华人民共和国被称为高大伟。他是多家欧洲公司和机构的董事会成员，涉及教育、管理和工业领域，为公司提供国际发展方面的建议。高大伟能说流利的法语、英语和汉语，他还曾在华盛顿特区的约翰霍普金斯大学为法国国立行政学院 (ENA) 授课。

## 研究
作为一名汉学家，高大伟探讨了华人世界的经济、社会政治、文化和战略转型，以及这些转型对21世纪亚洲和地球村的影响。
他研究“中国文艺复兴”的概念。在他的中华人民共和国研究方法中，他强调了“中”这一概念的重要性：“中，即最古老、最常见的汉字之一，它在中国历史文化背景下的多义性反映了图论领域中三个重要的中心性度量，这一类比可以阐明中国的全球运作方式。”
他所说的“习近平十年”是“中华复兴”的重要时刻。中國夢是“习近平十年”的重要组成部分。高大伟是这样理解“中国梦”的：“作为一个百年变革中的国家概念与规划、定义与定位，习近平的中国梦可以概括为三重境界，即‘现代中国’、‘全球化中国’和‘文明中国’。”

## 荣誉
2005年，西班牙君主胡安·卡洛斯一世授予高大伟“民事十字勋章”，以表彰他在欧洲中央研究院的工作
2014年12月31日，根据总统令，他被提名为法国荣誉军团骑士勋章 (Chevalier de la Légion d'honneur)。
2015年9月，他获得天津市友谊奖。
2021年6月，根据意大利共和国部长会议主席的提议，意大利总统塞尔焦·马塔雷拉授予高大伟“義大利共和國功績勳章”荣誉。

## 出版刊物
- 《中华复兴管窥》，上海译文出版社，2018年9月
- 《中国与世界：迈向人类命运共同体的长征》 ，高大伟编辑，il Mulino 出版社，2020年
- 《灵感·天津》（Inspiring Tianjin）（天津视角） ，天津人民出版社，2020年11月
- 中国与世界：迈向人类命运共同体的长征，第二卷《企业的作用》 ，Mulino 出版社，2021年
- 中国与世界：迈向人类命运共同体的长征，第 3 卷文化、思想与艺术，Mulino 出版社，2022年12月
- 《灵感·山西》（Inspiring Shanxi）（透视山西），新星出版社，山西教育出版社，2023年
- 《灵感·上海》（Inspiring Shanghai）（透视上海），上海人民出版社，2024年